# James Croft
James Croft (1518 – Londra, 4 settembre 1590) è stato un politico britannico.

## Biografia
Secondogenito ma primo dei figli sopravvissuti di sir Richard Croft del castello di Croft e della sua seconda moglie, Catherine Herbert, figlia di sir Richard Herbert dell'Herefordshire, nacque nel 1518 ed alla morte di suo padre nel 1562 ne ereditò i possedimenti.
Venne prescelto per ben sette volte parlamentare per l'Herefordshire (1542, 1563, 1571, 1572,1584, 1586 e 1589) e nominato cavaliere nel 1547.

Nel corso della guerra anglo-scozzese del "Brutale corteggiamento", sir James venne nominato comandante di Haddington dopo che James Wilford era stato catturato nel 1549. Nominato lord deputy per l'Irlanda il 23 maggio 1551, si guadagnò la fama di persona conciliatrice. Il 21 dicembre 1551, scrisse da Kilmainham alla sua ex nemica Maria di Guisa in Scozia, negoziando con lei uno scambio di ostaggi;
"Considerando la pace tra il re mio padrone e Vostra Grazia con l'onore che ho avuto da Vostra Altezza quando mi sono trovato aHaddington, mi metto a disposizione umilmente di Vostra Grazia."
 Nel gennaio del 1552 ottenne l'incarico di occuparsi delle miniere inglesi in Irlanda e di risolvere le controversie sorte tra i minatori Robert Recorde e Joachym Goodenfynger. Acquisì Tintern Abbey che poi passò ai baronetti Colclough.
Malgrado ciò, gli storici sono concordi nel ritenere che Croft sia stato per gran parte della sua vita un doppiogiochista politico. Venne imprigionato nella Torre di Londra con l'ascesa di Maria I d'Inghilterra per aver dato il proprio supporto a lady Jane Grey, ma una volta rilasciato si unì alla rivolta di Wyatt contro la stessa sovrana. Perdonato per questo atto, con l'ascesa di Elisabetta I d'Inghilterra seppe distinguersi anche alla sua corte.
Nominato governatore di Berwick upon Tweed, gli fecero visita John Knox e James MacGill nel 1559, ed egli stesso si impegnò a favore dei riformati scozzesi. Croft consigliò Knox e Robert Hamilton affinché tornassero in Scozia, dal momento che le spie di Maria di Guisa erano particolarmente attive in inghilterra, mentre i predicatori anglicani in Scozia erano ancora scarsi.
Come comandante delle forze inglesi all'assedio di Leith nel maggio del 1560, venne sospettato, probabilmente a ragion veduta, di aver intrattenuto una corrispondenza traditrice con Maria di Guisa, la reggente cattolica di Scozia. Il duca di Norfolk lo incolpò di aver mancato l'assalto del 7 maggio 1560, scrivendo a tal proposito, "Penso che non vi sia traditore peggiore di sir James e prego Iddio di renderlo un buon uomo." Per dieci anni venne mantenuto lontano dagli incarichi ma nel 1570 la regina Elisabetta lo nominò suo consigliere privato.
Fu uno dei commissari al processo di Maria di Scozia e nel 1588 venne inviato in missione diplomatica per concludere una pace con Alessandro Farnese, duca di Parma. Croft intrattenne delle relazioni segrete col ducato di Parma, motivo per cui dovette tornare per qualche tempo prigioniero alla Torre di Londra. Venne rilasciato prima della fine del 1589 e morì il 4 settembre 1590.